# 시민참여형예산
시민참여형예산은 자치체의 예산배분을 자치체 직원이 아니고, 그 자치체에 사는 주민이 결정하는 제도이다.  브라질 포르투 알레그레시에서 1989년에 최초로 도입된 정책이었으며, 성공적으로 정착한 이후 브라질은 물론 우루과이, 아르헨티나 등 남미각국으로 확대되었다. 스페인, 프랑스, 독일 등 유럽에서도 실시되고 있다.

## 내용
자치체의 예산중에서 직원의 급여나 시청 소유의 시설의 관리비 등, 시청의 운영상 필요하게 될 의무 경비를 제외한 나머지의 부분에 관해서, 자치체는 아니고 시민 집회에 의해 용도를 결정하는 제도이다. 브라질의 포르투 알레그레시와 같이 인구 100만명을 넘는 대도시에서는 시 전체의 예산을 각지구에 할당한 다음, 각지 구내에서 주민 집회에 의해 그 예산을 상하수도·도로·학교등의 프로젝트 중 어느 쪽으로 배분할 것인가를 결정할 수 있다. 이를 통해 주민의 요망에 따른 인프라 정비가 가능해진다.

## 주요 실시 자치체
- 독일
  - 라이프치히
  - 본
  - 쾰른
  - 함부르크

- 브라질
  - 벨렝
  - 포르투 알레그레

- 스페인
  - 세비야
  - 코르도바

- 아르헨티나
  - 부에노스아이레스
  - 로사리오

- 우루과이
  - 몬테비데오

## 같이 보기
- 참여 민주주의